# ميراينداد دي فالديفايلسو
بلدية ميراينداد دي فالديفايلسو (بالإسبانية: Merindad de Valdivielso)‏, هي إحدى بلديات مقاطعة برغش, التي تقع في منطقة قشتالة وليون, والتي تقع في شمال غرب إسبانيا.
يبلغ عدد سكانها 533 نسمة وفقاً لإحصائية سنة (2002).